# Michael Brettner
Michael Brettner (* 16. Dezember 1975 in Trier) ist ein deutscher Gitarrist, Sounddesigner, Komponist und Produzent. Als gefragter Live- und Studio-Gitarrist reicht sein breites stilistisches Spektrum von Countrymusik über Schlager, Funk, Soul, Pop, Rock und Metal bis hin zum Blues. Er ist bekannt für virtuose Spieltechnik, seine ungewöhnlichen Rocksounds und seine Vorliebe für Schottenröcke als Bühnengarderobe.

## Biographie
Im Alter von 15 Jahren begann Brettner Gitarre zu spielen und zeigte dabei überdurchschnittliches Talent. Er hat bisher etwa 1000 Konzerte gespielt und stand mit bekannten Künstlern wie dem Luxemburger Symphonieorchester, Peter Maffay, Michael Holm, Jørn Lande, Jacob Hansonis, diVan, Meike Anlauff, Schmier (Destruction), Dominik Krämer (Heavytones), den Samstag Nacht All Stars, Stefan Rademacher (Billy Cobham, George Duke), den orthopädischen Strümpfen oder Rainer Kind (Chuck Berry) auf der Bühne. Im Jahr 2000 wurde Brettner von der Los Angeles Music Academy (L.A.M.A.) zum besten Nachwuchsgitarristen Europas gewählt. Dieser Preis wurde bislang ein einziges Mal in der Sparte „Gitarrist“ vergeben, obgleich die Los Angeles Music Academy offiziell keinen derartigen Lehrstuhl unterhält.
Brettner war Endorser für Gitarren (Siggi Braun, British Custom Guitars, Dean Guitars) und Verstärker (Diezel Amps, Kulik Design) und arbeitete für Firmen wie Hughes & Kettner oder AMT auf Musikmessen in Frankfurt und Moskau. Als Sounddesigner entwickelte er für die Firma Hughes & Kettner moderne Heavy Metal Sounds. Zudem arbeitet er als Musikdozent unter anderem an der Popfarm in Bonn und an der Karl-Berg-Musikschule der Stadt Trier, Arbeitsgruppe Jazz und Rock School Trier.
Aktuell spielt er in der Live-Band von Matthias Reim und in der Berliner Formation Üebermutter zusammen mit Frontfrau Luci van Org von Lucilectric, zudem in der Kölschrock Band Eldorado.

## Diskografie
Auszugsweise einige Produktionen, an denen Brettner mitgewirkt hat:
- 1997 – Monastery (CD Monastery)
- 2004 – Final Chapter (CD The Wizard Queen)
- 2005 – Mayque (CD Reifezeit)
- 2008 – Dorian Opera (No Secrets)
- 2008 – Üebermutter (CD Unheil)

## Auszeichnungen
- 2000 – 1. Preis beim internationalen Nachwuchswettbewerb „Best European Young Musician“ der Los Angeles Music Academy (L.A.M.A.) in der Sparte „Gitarrist“